# Facelina fusca
Facelina fusca is een slakkensoort uit de familie van de Facelinidae. De wetenschappelijke naam van de soort is voor het eerst geldig gepubliceerd in 1966 door Schmekel.